# Grčko-talijanski rat
Grčko-talijanski rat je sukob između Italije i Grčke koji je trajao između 28. listopada 1940. i 23. travnja 1941. Označava početak ratnih operacija na Balkanu u Drugom svjetskom ratu. Intervencijom Njemačke 6. travnja 1941. sukob postaje poznat pod imenom "Bitka za Grčku". Krajem travnja 1941. su sile Osovine porazile Grčku. 

## Regionalna politička situacija
Do sredine 1940. Benito Mussolini postaje ljubomoran na osvajanja Adolfa Hitlera i želi dokazati svom savezniku da može voditi Italiju do sličnih vojnih uspjeha. Italija je okupirala Albaniju u proljeće 1940., kao i nekoliko britanskih uporišta u Africi, ali te pobjede nisu na istoj razini kao one Njemačke. U isto vrijeme Mussolini želi zaštititi svoje interese na Balkanu zbog opasnosti da Njemačka preuzme utjecaj na tom prostoru kao i zbog želje da osigura baze s kojih može napasti britanske položaje u istočnom Sredozemlju. 28. listopada 1940., nakon što je grčki diktator Ioannis Metaxas odbio talijanski ultimatum o okupaciji grčkog teritorija, talijanske su snage napale Grčku. Grčka vojska izvodi protunapad i prisiljava Talijane na povlačenje te sredinom prosinca Grci okupiraju skoro četvrtinu Albanije, vežući uz sebe oko 530 000 talijanskih vojnika. U ožujku 1941. veliki talijanski protunapad je propao, s malim dobicima oko Hamare. Prvih dana travnja Njemačka ofenziva je u punom jeku, a i Talijani nastavljaju svoje napade. Od 12. travnja Grčka se vojska počinje povlačiti iz Albanije da izbjegne odsijecanje zbog brzog njemačkog napredovanja. 20. travnja se Grčka vojska Epira predaje Nijemcima, a 23. travnja primirje se ponavlja i s Talijanima, što je efektivno privelo Grčko-talijanski rat kraju.
Grčka pobjeda nad prvom talijanskom ofenzivom u listopadu 1940. je prva kopnena Saveznička pobjeda u Drugom svjetskom ratu, te je pomogla u podizanju morala širom okupirane Europe. Neki povjesničari čak tvrde da je utjecala na ishod cijelog rata, jer je prisilila Nijemce da odgode invaziju na Sovjetski Savez zbog potrebe da pomognu Talijanima. To je dovelo do odgode napada te uvlačenja rata u oštru rusku zimu i poraz pod Moskvom.

## Pozadina

### Grčko-talijanski odnosi početkom dvadesetog stoljeća
Sve od ujedinjenja Italija želi status velike sile kao i hegemoniju na Sredozemlju. Kasnije pod fašističkim režimom uspostava novog Rimskog Carstva, koje bi uključivalo i Grčku, je često najavljivana.
Već tijekom 1910-ih, talijanski i grčki interesi su se sukobili oko Albanije i Dodekaneza. Albanija, grčki sjeverozapadni susjed, od svog formiranja je bila de facto talijanski protektorat. I Albanija i Grčka su željele sjeverni Epir, naseljen većinom Grcima. Italija je još od Tursko-talijanskog rata 1912. okupirala većinom Grcima naseljen Dodekanez na jugoistoku Egejskog mora, i usprkos obećanjima da će ga vratiti Grčkoj to nije nikada učinila. Sukobi između postrojbi dviju zemalja dogodili su se i tijekom okupacije Anadolije, a Italija je pomagala turskim nacionalistima u njihovu ratu protiv Grčke. Poslije je nova fašistička Mussolinijeva vlada iskoristila ubojstvo talijanskog generala na Grčko-albanskoj granici da okupira otok Krf u Jonskom moru. Nakon toga je uslijedio proces normalizacije posebno tijekom vladavine premijera Eleftherisa Venizelosa u Grčkoj (1928. – 1932.) i potpisivanjem sporazuma o prijateljstvu između dviju zemalja 23. rujna 1928.
Kada je Ioannes Metaxas došao na vlast, počelo se s planiranjem reorganizacije oružanih snaga uključujući izgradnju utvrđene obrambene linije duž bugarsko-grčke granice, koja je nazvana Metaxasova linija. U idućim godinama mnogo se sredstava ulagalo u modernizaciju vojske, tako da je vojska bila u mnogo boljem stanju nego prije. Vlada je naručila novo naoružanje za sva tri roda oružanih snaga, ali zbog pogoršanja sigurnosne situacije u Europi i izbijanja rata većine narudžbi iz 1938. i 1939. nisu isporučene Grčkoj. Također je razvijen sveobuhvatan plan u slučaju izbijanja rata, te su velike količine hrane i potrepština uskladištene u vojnim skladištima širom Grčke.

### Diplomatski i vojni razvoj tijekom 1939. i 1940.
7. travnja 1939. talijanske postrojbe su okupirale Albaniju, te time su stekle izravnu granicu s Grčkom. Ta akcija je dovela do britanskih i francuskih jamstava teritorijalnog integriteta Grčke, ali za Grke ovakav razvitak događaja je doveo do otkazivanja prijašnjih planova i žurnih priprema za eventualni talijanski napad. Kada je rat započeo u srednjoj Europi Metaxas je pokušao držati Grčku van sukoba, ali što je vrijeme više odmicalo približavao se Velikoj Britaniji uz svesrdnu podršku kralja. Ironično ali Metaxas je bio germanofil i izgradio je jake ekonomske veze s Njemačkom.
U isto vrijeme Talijani, pogotovo njihov namjesnik Albanije Francesco Jacomoni, počinju propagandu u svezi položaja albanske manjine u grčkom dijelu Epira s ciljem pridobivanja Albanske potpore. U lipnju 1940. obezglavljeno tijelo Dauta Hoxhe, albanskog razbojnika, je pronađeno u blizini sela Vrina, Jacomoni je za umorstvo okrivio grčke tajne agente i približavanjem talijanskog napada na Grčku počeo naoružavati albanske neregularne postrojbe protiv Grčke.
U međuvremenu izvorni planovi za napad na Jugoslaviju su odbačeni prvenstveno zbog njemačkog protivljenja i nedostatka vozila za prijevoz postrojbi, uz to 12. listopada 1940. Nijemci okupiraju rumunjska naftna polja, ta akcija, o kojoj nije bio unaprijed obaviješten, dodatno je razljutila Mussolinija koji je smatrao jugoistočnu Europu svojom ekskluzivnom zonom utjecaja. Tri dana poslije na sastanku vojnog i političkog vrha u Rimu se raspravlja o invaziji na Grčku. Jedino zapovjednik glavnog stožera maršal Pietro Badoglio je imao primjedbe navodeći da je za napad potrebno okupiti bar 20 divizija, ali lokalni vojni zapovjednik u Albaniji general Sebastian Visconti Prasca se usprotivio da će samo tri dodatne divizije biti potrebne i to tek nakon prve faze, osvajanja Epira. Tako je Mussolini uvjeren od svog stožera da će operacija biti gotova za dva tjedna. Ta samouvjerenost objašnjava Mussolinijevu odluku da svojih 300 000 redovnih i 600 000 pričuvnih vojnika pošalje kući da dovrše žetvu. Bilo je predviđeno 1 750 kamiona u Grčkoj ali se pojavilo samo 107. Također se broj divizija u talijanskoj vojsci umjetno povećao jer je Mussolini umjesto divizija sastavljenih od tri brigade formirao divizije s dvije brigade.
Ministar vanjskih poslova Kraljevine Italije Galeazzo Ciano je dobio zadatak da nađe povod za rat. Idućeg tjedna je bugarski car Boris III. pozvan da se pridruži napadu, ali je odbio Mussolinijev poziv.
Pokrenuta je široka propagandna kampanja protiv Grčke, te su stalno provocirali Grčku, povredom zračnog prostora, napadima talijanskih zrakoplova na grčke brodove. Najveća provokacija je torpediranje i potapanje lake krstarice Ellie u luci Tinos 15. kolovoza 1940., akciju je izvršila talijanska podmornica. Usprkos nepobitnim dokazima o talijanskoj odgovornosti grčka vlada je objavila da je napad izvela podmornica nepoznate zemlje.

## Talijanski ultimatum i grčki odgovor
U zoru 28. listopada 1940. talijanski veleposlanik u Ateni Emanuele Grazzi je uručio Mussolinijev ultimatum Metaxasu, u kojem traži slobodni prolaz za svoje postrojbe kao i okupaciju nespecificiranih strateških točaka u Grčkoj. Metaxas je odbio ultimatum riječima Alors, c'est la guerre (Dakle, to je rat-francuski nap. autor). Nakon nekoliko sati Italija je počela napad iz pravca Albanije, početak neprijateljstava je prvi objavio atenski radio ujutro 28. listopada s porukom glavnog stožera: „Od 5:30 ovog jutra neprijatelj je napao naše prethodnice na grčko-albanskoj granici. Naše snage brane domovinu.“
Nakon obraćanja Metaxasa narodu preko radija, stotine tisuća Grka se dragovoljno prijavljivalo u vojsku, čak je i iz zatvora vođa zabranjene Komunističke partije Grčke, Nikolaos Zachariadis, otvorenim pismom pozvao na otpor agresiji što je bilo u suprotnosti sa stavovima Kominterne u tom trenutku. Početni talijanski cilj je bila uspostava marionetske grčke države pod talijanskim utjecajem. Ta nova grčka država bi Talijanima prepustila Jonske otoke, te Sporade i Cyclade. Zatim Epir i Acarnania bi se odvojile od Grčke i formirale kneževinu Pind, Albanija bi se proširila do crte Florina-Pind-Arta-Prevesa. Za kompenzaciju gubitka teritorija Grčkoj bi se nakon pobjede u ratu dodijelila tada britanska kolonija Cipar.

## Raspored zaraćenih snaga i njihovi planovi
Front širine oko 150 km, na planinskom terenu i s vrlo malo cesta, gorskim je lancem Pind podijeljen na dva dijela: Epir i zapadnu Makedoniju. 
Naredba za invaziju Mussolini je izdao 15. listopada s očekivanim trajanjem od 12 dana. Primjedbe iznesene od Badoglia i Roatte da je za operaciju potrebno najmanje 20 divizija, te tri mjeseca priprema zbog loših luka i infrastrukture u Albaniji su odbačene i početak operacija je postavljen na 26. listopada. Talijanski ratni plan pod kodnim imenom Emergenza G, imao je tri faze. Prvom fazom se trebalo ovladati Epirom i Jonskim otocima, u drugoj fazi nakon pristizanja pojačanja izvršiti udar prema Solunu i ovladati sjevernom Grčkom. U trećoj fazi je trebalo okupirati i ostatak zemlje.
Talijansko vrhovno zapovjedništvo je rasporedilo po jedan korpus za oba dijela bojišta od snaga koje su se već nalazile u Albaniji. Snažniji XXV korpus u Epiru sastavljen od 23. Ferrara i 51. Siena pješačkih divizija, 131. Centauro oklopne divizije, ukupno 30 000 ljudi i 163 tenka, njegov cilj je bio prodor prema Janjini, na desnom krilu uz obalu grupa „Littoral” jačine jedne brigade, a na lijevom krilu u planinama Pinda elitna 3. Julia alpska divizija s ciljem ovladavanja gorskim masivom. Na makedonskom dijelu bojišta je raspoređen XXVI korpus sastavljen od 29. Piemonte i 49. Parma pješačkih divizija, kojima se treba pridružiti 19. Venezia divizija koja je bila na sjeveru Albanije. Korpus je imao snagu od oko 31 000 ljudi i njegov prvotni zadatak je bilo držanje obrambenih pozicija. Zapovjednik ovih snaga je bio general Sebastiano Visconti Prasca.
Nakon talijanske okupacije Albanije, grčki glavni stožer je pripremio plan „IB” predviđajući istovremeni napad Italije i Bugarske. U općim crtama plan je predviđao držanje obrambenih položaja u Epiru s postupnin povlačenjem pozicijama na crti rijeka Arachthos-Metsovo-rijeka Aliakmon-Mt. Vermion, sa zadržavanjem mogućnosti ograničene ofenzive u zapadnoj Makedoniji. Značajan čimbenik koji je išao u grčku korist je to što su uspjeli saznati predviđeno vrijeme napada i uspjeli izvršiti djelomičnu mobilizaciju u području gdje se očekivao talijanski napad.
Glavne grčke postrojbe u području napada u tom trenutku su: u Epiru 8. pješačka divizija u potpunosti mobilizirana i pripremljena za obranu pod zapovjedništvom generala Charalambosa Katsimitrosa, a u zapadnoj Makedoniji snage veličine korpusa TSDM koji se sastojao od 9. pješačke divizije, 4. pješačke brigade i pukovnije „Pind”. Ukupne grčke snage su imale oko 35 000 ljudi ali su se mogli brzo pojačati sa snagama iz Makedonije i s juga.
Grci su imali prednost u veličini svojih divizija za 30% više pješaštva, i malo više lakog topništva i strojnica naspram talijanskih, ali nisu uopće imali tenkove, a Talijani su uživali apsolutnu premoć u ratnom zrakoplovstvu. Na dalje grčka vojska je bila naoružana s opremom iz Belgije, Francuske i Austrije koje su bile okupirane i nisu mogli očekivati nabavu pričuvnih dijelova i municije. Ali većina grčkog časničkog kadra su bili veterani skoro desetljeća kontinuiranog rata od Balkanskih ratova, preko Prvog svjetskog rata do Tursko-grčkog rata i usprkos ograničenih sredstava tijekom kasnih tridestih su se pripremali za nadolazeći rat. I grčki moral je suprotno talijanskim očekivanjima bio iznimno visok.

## Tijek kampanje

### Početna talijanska ofenziva 28. listopad - 13. studeni 1940.
Napad je započeo ujutro 28. listopada potiskujući grčke prethodnice, napad su predvodile 23. Ferrara pješačka divizija i 131. Centauro oklopna divizija prema Kalpakiju, dok je u isto vrijeme duž obale brigada Littoral osigurala mostobran preko rijeke Kalamas. Talijani su se susreli s teškoćama zbog teškog terena, i njihove tankete L3/35 i srednji tenkovi M13/40 nisu uspjevali savladati brdoviti teren i blatne ceste. Talijansko glavno zapovjedništvo je 31. listopada je objavilo da su njihove snage u Epiru na nekoliko mjesta prešle rijeku Kalamas. Ali u stvarnosti talijanska ofenziva je vođena neodlučno i bez prednosti iznenađenja, uz nesigurne i posvađane zapovjednike i već se iscrpila. Do 1. studenog Talijani su uspjeli osvojiti Konitsu i stići do glavne grčke obrambene crte. Ali unatoč opetovanim napadima Talijani nisu uspjeli probiti grčku obranu u bitci kod Elaia-Kalamasa, i napadi su prestali 9. studenog.
Veća prijetnja grčkim pozicijama je bilo napredovanje 10 800 ljudi jake 3. Julia alpske divizije preko gorskog masiva Pind prema Metsovu koje je prijetilo odvajanju grčkih snaga iz Epira od onih u Makedoniji. Divizija Julija je ostvarila rani uspjeh prodirući kroz središnji sektor snaga pukovnije Pind, na to je grčki Glavni stožer naredio žurno slanje pojačanja u sektor koji je došao pod kontrolu II grčkog korpusa. Prva grčka protuofenziva je počela 31. listopada ali s malo uspjeha. Prelazeći 40 km planinskog terena na ledenoj kiši alpinci su uspjeli 2. studenog zauzeti Vovousu nekih trideset kilometara sjeverno od Metsova, ali je postalo jasno da zbog nedostatka ljudstva i zaliha neće uspjeti nastaviti napredovanje protiv grčkih pričuva koje su pristizale na bojište.
Do 4. studenog grčki protunapadi su uspjeli vratiti Vovousu i praktično opkoliti diviziju Julia. Prasca je pokušao ojačati njezine položaje s tek pristiglom 47. Bari pješačkom divizijom, ali je stigla prekasno da preokrene ishod bitke. Tijekom sljedećih dana alpinci su se hrabro borili u teškim vremenskim prilikama i pod stalnim napadima grčke Konjičke divizije pod zapovjednjem generala Georgiosa Stanotasa. Ipak 8. studenog zapovjednik Julie, general Mario Girotti je bio prinuđen da zapovjedi svojim postrojbama povlačenje preko planine Smolikas prema Konitsi. To borbeno povlačenje je trajalo nekoliko dana i do 13. studenog granično područje je očišćeno od talijanske nazočnosti, a Julia je bila praktično uništena. Tako je bitka za Pind završila s potpunom grčkom pobjedom.
Pošto su Talijani bili u potpunosti neaktivni na frontu prema zapadnoj Makedoniji, grčko glavno zapovjedništvo je 31. listopada naložilo III korpusu, sastavljenom od 10. i 11. pješačke divizije i konjičke brigade pod zapovjedništvom generala Georgiosa Tsolakoglua, prebacivanje na područje Pinda te da zajedno s TSDM izvede napad u Albaniju. Zbog logističkih razloga ovaj napad je odgađan sve do 14. studenog. Neočekivani grčki otpor iznenadio je talijansko glavno zapovjedništvo, te su na brzinu nekoliko divizija poslali u Albaniju, a planovi za pomoćne napade na grčke otoke su odbačeni. Bijesan zbog nedostatka napredovanja Mussolini je 9. studenog smijenio Prascu s generalom Ubaldo Sodduom, svojim bivšim zamjenikom ministra rata. Odmah nakon svog stupanja na dužnost Soddu je naredio svojim snagama prelazak u defanzivu jer je postalo jasno da je ofenziva propala. U napadačkim snagama je također bilo nekoliko stotina Albanaca u crnokošuljaškim bojnama Tomorri i Gramshi pridodanim talijanskoj vojsci. Njihovo izvođenje operacija bilo je veoma slabo i većina ljudi iz tih bojni je dezertirala tijekom sukoba. Mussoliniju i ostalim talijanskim zapovjednicima su kasnije Albance postali žrtveno janje za neuspjeh.

### Grčka protuofenziva i pat pozicija
Grčke pričuve su počele pristizati na frontu početkom studenog, dok je bugarska neaktivnost dozvolila grčkom glavnom zapovjedništvu prebacivanje glavnine svojih divizija s bugarske granice na albansku frontu. Time je zapovjednik glavnog stožera grčke vojske general Alexandros Papagosdo sredine studenog stekao premoć u ljudstvu prije pokretanja svoje protuofenzive. Tako su po Walkeru Grci stekli premoć u odnosu 250 000 naspram 150 000 talijanskih vojnika, gdje je samo 6 talijanskih divizija, alpinci, bilo obučeno i opremljeno za rat u planinskim uvjetima. Bauer naglašava da je do 12. studenog general Papagos imao na frontu 100 pješačkih bojni naučenih na planinski teren, prema svega 50 talijanskih bojni.
TSDM i III korpus, stalno pojačavani s postrojbama iz cijele sjeverne Grčke, počeli su sa svojim napadom 14. studenog u pravcu Korçë. nakon ogorčenih borbi na utvrđenoj graničnoj crti probili su obranu 17. i zauzeli Korçë 22. studenog. Ali zbog neodlučnosti među grčkim vrhovnim zapovjedništvom, Talijani su se uspjeli pregrupirati i izbjeći potpuni kolaps.
Napad iz zapadne Makedonije je bio kombiniran s općom ofenzivom duž cijelog fronta, I i II korpus su napredovali u Epiru i nakon teških borbi na početku prosinca zauzeli Sarandë, Pogradec i Gjirokastër, te 22. prosinca zauzeli i Himarë okupiravši praktično cijelo područje južne Albanije koje su Grci zvali „sjeverni Epir”. Završni grčki uspjeh je prelazak 10. siječnja strateški važnog i veoma utvrđenog planinskog prijelaza Klisura, praćenog zauzimanjem masiva Trebeshinë na početku veljače. Ipak Grci nisu uspjeli probiti se prema Beratu i njihova ofenziva na Vlorë nije uspjela. U borbama za Vlorë Talijani su pretrpjeli velike gubitke u svojim Lupi di Toscana, Julia, Pinerolo i Pusteria divizijama, ali do kraja siječnja kombinacijom talijanskih pojačanja i loše logističke situacije grčkih postrojbi došao je kraj grčkom napredovanju.
U međuvremenu general Ugo Cavallero je zamijenio generala Soddu kao zapovjednik talijanske vojske u Albaniji. Britanci su svoj prvi konvoj pomoći Grcima u ljudstvu i zalihama poslali 4. ožujka, po zapovijedi generala Sir Henry Maitland Wilsona, postrojbe su činile četiri divizije od toga dvije oklopne ali nisu stigle na vrijeme da se bore.

### Talijanska proljetna ofenziva
Pat pozicija je potrajala, unatoč lokalnim akcijama, jer obje strane nisu bile dovoljno jake da krenu u veći napad. Unatoč svojim dobicima Grci su bili u ozbiljnoj poziciji jer praktično cijela sjeverna Grčka je bila bez obrane i preslaba da se odupre eventualnom Njemačkom napadu kroz Bugarsku. S druge strane Talijani su željeli da ostvare uspjeh prije neizbježne Njemačke intervencije, prikupili snage i započeli novu ofenzivu kodnog imena „Proljeće”. prikupili su 17 divizija nasuprot grčkih 13 i pod izravnim Mussolinijevim nadzorom izvršili odlučan napad na Klisuru, u napadu koji je trajao od 9. do 20. ožujka nisu uspjeli probiti grčku obranu i uspjeli su samo zauzeti manja područja oko Himarë. Od tog trenutka pa sve do njemačkog napada 6. travnja operacije s obje strane su utihnule.

### Njemačka intervencija
U očekivanju njemačkog napada britanci i neki Grci su tražili da se u svrhu ojačavanja sjeveroistočne granice povuku iz Albanije, ipak unatoč vojnoj logici prevladao je nacionalni osjećaj da teško osvojeni teren pred poraženim Talijanima ne bi smjeli napustiti. Tako da je glavnina grčke vojske, 15 divizija, bilo duboko u Albaniji a samo 6 divizija stajalo na putu Nijemcima.
Od 6. travnja Talijani su otpočeli svoju ofenzivu u Albaniji u dogovoru s njemačkom operacijom Marita. Početni udari su napredovali sporo, ali nakon 12. travnja grčko vrhovno zapovjedništvo, zastrašeno brzim njemačkim prodorom, zapovjedilo povlačenje iz Albanije. Talijanska 3. armija zauzela je Korçë 14. travnja, 19. travnja zauzimaju grčke obale Prespanskog jezera i 22. travnja 4 pukovnije Bersagliera stigle su do mosta u pograničnom selu Perati i idući dan prešle na grčki teritorij.
U međuvremenu, grčka vojska u Epiru je odsječena 18. travnja, nakon što su elementi motorizirane brigade Leibstandarte SS Adolf Hitler zauzeli Metsovo, sutradan je i Janjina pala u njemačke ruke. Upoznat s bezizlaznošću svoje situacije general Tsolakoglu, u dogovoru s ostalim generalima ali bez odobrenja od Papagosa, nudi predaju vojske Epira Seppu Dietrichu 20. travnja prije svega da izbjegne ponižavajuću predaju Talijanima. Uvjeti predaje su bili časni jer grčki vojnici neće biti zarobljeni a časnici će moći zadržati osobno naoružanje. Mussolini je bio bijesan ovakvom unilateralnom predajom i nakon mnogih protesta Hitleru uspio da se proces predaje ponovi 23. travnja ovaj put i s predstavnicima Italije.
Talijanske snage su se 24. travnja pridružile Nijemcima napadajući Atticu blizu Atene, dok su poraženi Britanci počeli evakuaciju, a Bugari okupaciju sjeveroistočne Grčke oko Xanthija. Nakon osvajanja Krete u Ateni su 3. svibnja Nijemci i Talijani izveli veličanstvenu vojnu paradu slaveći pobjedu sila Osovine.

### Pomorske operacije
Na početku rata grčka ratna mornarica je u svom sastavu imala staru krstaricu Averof, deset razarača, nekoliko torpednih čamaca i 6 starih podmornica. Suočena s moćnom talijanskom ratnom mornaricom njezina uloga je bila ograničena na ophodnje i praćenje konvoja u Egejskom moru. To je bilo od iznimne važnosti i do završetka mobilizacije i kasnije jer su linije opskrbe bile ugrožene talijanskim zrakoplovima i podmornicama s baza na Dodekanezu. Ipak grčki brodovi su izveli ograničene napade na talijansko brodovlje u Otrantskim vratima. Tako su grčki razarači proveli tri hrabra ali uzaludna noćna prepada, 14. – 15. studenog, 15. – 16. prosinca i 4. – 5. siječnja. Glavne uspjehe su izvele podmornice koje su uspjele potopiti nekoliko talijanskih transportnih brodova.
S druge strane iako je pretrpjela goleme gubitke u britanskom prepadu na Taranto, talijanske krstarice i razarači su nastavili pratiti konvoje između Italije i Albanije. Također je talijanska eskadra 28. studenog bombardirala Krf, a 18. prosinca i 4. ožujka grčke položaje u Albaniji.
Početkom siječnja 1941. grčka ratna mornarica je kao glavni zadatak imala pratiti konvoje iz Aleksandrije u suradnji s Britanskom kraljevskom mornaricom. Početkom prijevoza Britanskih ekspedicijskih snaga u ožujku talijanska ratna mornarica je odlučila izvesti napad, ali je u bici kod Rta Matapan 28. ožujka odlučujuće poražena. Početkom njemačke ofenzive 6. travnja situacija se ubrzano mijenjala. Njemačka kontrola u zraku je uzrokovala goleme gubitke i grčkoj i britanskoj mornarici, a potpuna okupacija Grčke i Krete označila je kraj operacijama Saveznika u grčkim vodama sve do operacija protiv Dodekaneza 1943. godine.

## Analiza i zaključak
Nakon pada Krete u svibnju 1941. cijela Grčka se našla pod kontrolom sila Osovine. U iduće tri godine okupaciju su vršile zajedno Njemačka, Italija i Bugarska. U okupiranoj zemlji se razvio učinkovit pokret otpora, a u isto vrijeme grčke trupe i brodovi su nastavili borbu zajedno s Britancima u sjevernoj Africi i kasnije samoj Italiji. S njemačkim povlačenjem s Balkana u studenom 1944. Grčka je, s izuzetkom nekih izoliranih otoka s njemačkim posadama, oslobođena. Ipak uskoro je zemlja upala u novi sukob grčki građanski rat.
U svojim memoarima general Sebastiano Visconti Prasca je iznio da za neuspjeh operacije odgovorne loša organizacija, osobni ciljevi, korupcija i nedostatak kooperacije među talijanskim zapovjednicima. Ipak se Prasca smatra jednim od glavnih krivaca za podcjenjivanje snage grčkih oružanih snaga, time vodeći Italiju neadekvatnim planovima ka neuspjehu u planinama Epira. Talijanske snage su svakako imale taktičke probleme zbog manjka pješaštva, uzrokovanih dvjema umjesto trima brigadama po diviziji, ali su istovremeno bile jače u topništvu i minobacačima te uživajući apsolutnu nadmoć u zraku ali koju nisu ispravno koristili. Nizak moral Talijana u odnosu na Grke te težak teren Epira koji je davao prednost obrani također je igrao veliku ulogu. Ipak su Talijani najviše pogriješili na strateškom planu, to jest Mussolinija i glavnog stožera. Nepun mjesec prije invazije, 1. listopada, Mussolini je zapovjedio demobilizaciju pola ljudstva iz vojske, mjeru je prihvatio glavni stožer uz primjedbu generala Maria Roatte da to znači da će ti ljudi biti neupotrebljivi nekoliko mjeseci. Također uporno podcjenjivanje grčke pripravnosti osudilo je operaciju na neuspjeh od samog početka. Kao što je talijanski povjesničar Renzo de Felice napisao: „Brojčana i tehnička nadmoć je u prvih nekoliko mjeseci rata stalno bila na grčkoj strani, Talijani su u Albaniji imali samo osam divizija u listopadu 1940. od kojih su dvije bile raspoređene prema Jugoslaviji, dok su Grci imali 14 dobro obučenih divizija za rat na planinskom terenu. Grčka je potrošila sve svoje raspoložive resurse da se obrani i pokrene protunapad. Kao posljedica iscrpljeni Grci su pružili samo ograničeni otpor Nijemcima u travnju 1941.” Druga značajna pogreška talijanskog glavnog zapovjedništva je bio potpuni nedostatak napada na Jonske otoke ili Kretu kao relativno nebranjene mete, i odakle bi nudili Italiji snažne pomorske i zračne baze za daljnje djelovanje.